# Torhild Sivertsen
Torhild Sivertsen (Follese, 18 giugno 1963) è una cantante norvegese.

## Biografia
Torhild Sivertsen è salita alla ribalta negli anni '80 come cantante del gruppo Tomboy, con cui ha pubblicato quattro album fino al loro scioglimento nel 1991. Ha successivamente avviato la sua carriera come solista con l'album del 1997 Out of the Blue, che ha raggiunto la 3ª posizione nella classifica norvegese.
Nel 2007 ha preso parte al Melodi Grand Prix, il programma di selezione del rappresentante norvegese per l'Eurovision Song Contest, presentando il brano Love on the Dancefloor con il gruppo The Funky Family, ma è stata eliminata nella fase iniziale.

## Discografia

### Album in studio
- 1997 – Out of the Blue
- 2000 – Airborne
- 2003 – Soul Food (con la Notodden Blues Band)

### Singoli
- 1997 – You've Got a Friend
- 1997 – Tell It Like It Is
- 1997 – Insensitive
- 2000 – Missing You
- 2000 – Pray
- 2003 – Island (con la Notodden Blues Band)
- 2007 – Love on the Dancefloor (con The Funky Family)